# کوردالن (آیداهو)
کار د لین (به انگلیسی: Coeur d'Alene) شهری در شهرستان کوتنای ایالت آیداهو است که جمعیت آن در سرشماری سال ۲۰۱۰ میلادی ۴۴٬۱۳۷ نفر بوده است.